# 傭人扶助令
傭人扶助令（ようにんふじょれい、大正7年勅令第382号）は、政府によって雇傭される職工、または鉱夫その他一般傭人が業務上負傷し、疾病にかかりまたは死亡した際に支給される扶助金を規定した勅令。
1918年（大正7年）制定。1951年（昭和26年）、国家公務員災害補償法の制定によって廃止された。

## 概要
実際の傷害に対する賠償を行なうべきことが規定され、工場法（1911年制定、1916年施行）と相並ぶ立法である。官立工場で働く職工・人夫の業務上の負傷についての扶助を定めた、1907年（明治40年）制定の官役職工人夫扶助令（明治40年勅令第186号） に代わって制定された。
民法によって損害賠償を受けた者は、本令によって扶助金を受けることはできない。
重大な過失により負傷しまたは疾病にかかった場合は休業扶助料または傷害扶助料を支給しないことがある旨規定されているが、立法の精神としては無過失賠償であるとされる。
扶助金は、療治料、休業扶助料、傷害扶助料、打切扶助料、遺族扶助料および葬祭料の6つである。
- (1) 療治料は官費治療を受けない者に実費を供し、毎月1回払渡すことを要する。
- (2) 休業扶助料は療養のために労務に服することができないために賃金を受けることができない者に支給する。
  - 料金額は休業180日以内であるときは1日につき賃金日額100分の60、180日を超えるときは100分の40とする。
- (3) 傷害扶助料は負傷または疾病が治療しても身体に障害が残った者に支給する。
  - 額は終身自用を弁ずることができないときは賃金540日分以上700日以下を、終身労務に服することができないときは360日分以上500日分以下を、従来の労務に服することができない者、女子の外貌に醜痕を残したときには、それぞれ180日分以上300日分以下を、身体に障害があってもひきつづき従来の労務に服することができる者には40日分以上150日分以下を支給する。
- (4) 打切扶助料は療養開始後3年を経過しても負傷または疾病の治療しない者に支給され、額は540日分以上700日分以下。
- (5) 遺族扶助料は死亡した者の遺族または死亡時その収入によって生計を維持した者に支給される。
  - 内縁の妻の取扱いが問題になったことがあるが、「生計を維持」という中に包含することになった。
  - 額は360日分以上600日分以下。
- (6) 葬祭料は30日分以上40日分以下、ただし30円に満たないものは30円にする。

健康保険法との関係については細目規定がある。